# High Roller (Glücksspieler)
High Rollers – oft auch High Limit Gambler genannt – ist eine Bezeichnung für hauptsächlich in Casinos agierende Spieler, die um besonders hohe Summen spielen.
Der Begriff High Rollers wird teilweise auch für Personen, die hohe Geldbeträge auf Sportwetten setzen, angewendet. Zudem nennt man sie auch Wale (engl. Whale) oder Big Spender. Der Name High Roller ist doppeldeutig:
- Einerseits wird der Name mehrerer Achterbahnen im englischsprachigen Raum mit dem Auf und Ab im Leben eines Glücksspielers assoziiert.
- Andererseits kann man es auch als Hochroller, also hohe Einsätze bei einer rollenden Kugel (beim Roulette) oder rollenden Würfeln, interpretieren.

## Sonderstellungen für High Roller
Bei einer bestimmten Einsatzhöhe oder Umsatz wird seitens der Casinos ein Gast als High Roller oder Wal bezeichnet, dem das Spielcasino VIP-Status angedeihen lässt. Diese Einschätzung schwankt von Casino zu Casino etwas. Diese High-Limit-Spieler werden entsprechend hofiert, erhalten eigene VIP-Lounges und High-Roller-Suiten in den Hotels sowie eine eigens abgestellte, besondere Gästebetreuung. Aufgabe dieser Hostessen ist es dafür zu sorgen, dass sich der finanzstarke Spieler nicht nur rundum wohl fühlt, sondern dass ihn auch eine lange Verlustphase nicht zu sehr schmerzt. Um diese Wale bei Laune zu halten, bekommen sie häufig aufwändige Geschenke – sogenannte Comps (von englisch complimentary ‚kostenlos‘).
Comps
Die Comps, die im Wert mit dem Umsatz des Spielers steigen, bekommen praktisch alle Spieler. Das reicht vom Gratisburger bis zur Luxuslimousine. Nicht alle Comps werden von den Casinos auch als solche bezeichnet. Oft werden diese mit Namen wie Treuebonus, VIP-Punkte etc. versehen. High Roller erhalten des Weiteren Geschenke wie Gratisübernachtungen oder Gratisflüge mit dem Casino-eigenen Privatjet.

## Sportwetten
Als Äquivalent zu den High Rollers in den Casinos sind dies bei Sportwetten jene Kunden, die besonders hohe Einsätze tätigen.